# 普拉特森特 (內布拉斯加州)
普拉特森特（英語：Platte Center）是位於美國內布拉斯加州普拉特縣的村。

## 人口
根據2020年美國人口普查的數據，普拉特森特的面積為0.78平方千米，皆為陸地。當地共有人口333人，而人口密度為每平方千米427人。